# La Fille du capitaine (film, 2000)
Pour les articles homonymes, voir La Fille du capitaine (homonymie).
Pour plus de détails, voir Fiche technique et Distribution.
La Fille du capitaine (Русский бунт, Russkiy bunt) est un film russe réalisé par Alexandre Prochkine, sorti en 2000,. C'est l'adaptation des livres d'Alexandre Pouchkine La Fille du capitaine et L'Histoire de Pougatchev.

## Fiche technique
- Réalisation : Alexandre Prochkine
- Scénariste : Galina Arbouzova, Stanislav Govoroukhine, Vladimir Jeleznikov
- Photographie : Sergeï Yourizditski
- Musique : Vladimir Martynov
- Décors : Alexandre Tolkatchiov, Vladimir Ermakov
- Montage : Tatiana Egorytcheva

## Distribution
- Mateusz Damięcki : Piotr Andréievitch Griniov (voix : Marat Bacharov)
- Karolina Gruszka : Macha Mironova (voix : Chulpan Khamatova)
- Vladimir Machkov : Emelian Pougatchev
- Sergueï Makovetski : Alexis Chvabrine
- Vladimir Iline : Savelitch
- Alexandre Iline : Khlopoucha
- Iouri Beliaïev : commandant Mironov
- Natalia Egorova : Vassilissa Egorovna
- Iouri Kouznetsov : Ivan Ignatievitch
- Olga Antonova : Catherine II
- Juozas Budraitis : gouverneur d'Orenbourg
- Mikhaïl Filippov : général Piotr Panine
- Piotr Zaïtchenko : Pianov
- Andreï Doudarenko : Ivan Beloborodov
- Ksenia Gromova : Palacha
- Konstantin Youchkevitch : Maximych
- Sergueï Vartchouk : Zourine
- Maria Mironova : Kharlova
- Alexandre Verchinine : Kharlov
- Vladimir Litvinov : père de Griniov
- Iouri Tchoulkov : comte Alexeï Orlov